# 秀世王
秀世王（ひでよおう、生没年不詳）は、平安時代前期の皇族。大宰帥・仲野親王の子。官位は従四位上・美作守。

## 経歴
天安2年（858年）清和天皇の即位に伴って、二世王の蔭位により無位から従四位下に直叙される。貞観5年（863年）次侍従に補せられる。貞観8年（866年）大和国より楯列山陵（神功皇后陵）の守たちが多数の樹木を伐採しているとの言上があった。そこで神祇官が卜占を行ったところ、旱魃が起こっている原因はこの伐採にあるとの結果が出た。そこで、秀世王は参議・藤原良縄ともに申謝と雨乞いのために山陵に派遣された。
その後、時期は不明ながら従四位上に叙せられ、光孝朝初頭の元慶9年（885年）美作守に任ぜられている。

## 官歴
『日本三代実録』による。
- 天安2年（858年） 11月7日：従四位下（直叙）
- 貞観5年（863年） 3月28日：次侍従
- 貞観8年（866年） 6月29日：見散位
- 時期不詳：従四位上
- 元慶9年（885年） 2月20日：美作守